# Wielbark (Malbork)
Wielbark (niem. Willenberg) – najbardziej wysunięta na południe część miasta Malborka. Na jej terenie znajduje się malborski cmentarz komunalny. Przez Wielbark przebiega także droga krajowa nr 55, a jego zachodnią granicę stanowi rzeka Nogat. Dawniej Wielbark stanowił jedną miejscowość, której północną część włączono w granice miasta, a południowa, mniejsza znajduje się w gminie Malbork.
Intensyﬁkacja zasiedlenia tego obszaru nastąpiła w X wieku, gdy zbudowano tu niewielki gród. Wtedy też obok Lubieszewa znajdowało się tu największe skupisko osadnicze na Żuławach.
Od 1890 w miejscowości funkcjonowała restauracja Burgschlößchen.